# Битва на Сутєсці
Битва на Сутєсці (сербохорв. Bitka na Sutjesci / Битка на Сутјесци) — оборонні дії Оперативної групи дивізій Верховного штабу Народно-визвольної армії Югославії (НВАЮ) в ході німецької наступальної операції «Шварц» (нім. Unternehmen «Schwarz») в період з 15 травня до 15 червня 1943 року. Битва на Сутєсці стала кульмінацією народно-визвольної війни в Югославії та найбільшим і найкровопролитнішим партизанським боєм Другої світової війни в Європі. Велася на території Чорногорії, Санджака і Південно-Східної Боснії. Вирішальні бойові дії відбувалися в околиці річки Сутєска. Події битви в югославській і радянської історіографії також відомі під назвою «П'ятий ворожий наступ» (сербохорв. Peta neprijateljska ofenziva / Пета непријатељска офензива).
З югославської сторони в битві брали участь 4 дивізії загальною чисельністю близько 22 тисяч чоловік, в тому числі близько 4 тисяч хворих і поранених. З німецької сторони було задіяно німецькі, італійські, усташсько-домобранські і болгарські війська, всього близько 127 тисяч чоловік.
Внаслідок місячних запеклих боїв головне партизанське угруповання вирвалося з дуже великими втратами з оточення, зірвавши тим самим німецький план його знищення. Битва на Сутєсці стала моральною поразкою військ країн «Осі». Уже в другій половині червня 1943 року НВАЮ почала наступ у Східній Боснії, де протягом червня — липня звільнили значну місцевість. Після того, як стало відомо про невдалу спробу винищення головних сил НВАЮ, значно зросла підтримка партизан усіма югославськими народами, а західні союзники почали постачати їх зброєю і боєприпасами. Після Битви на Сутєсці почин у військовому протистоянні з четниками цілком перейшов до партизанів.

## Передісторія

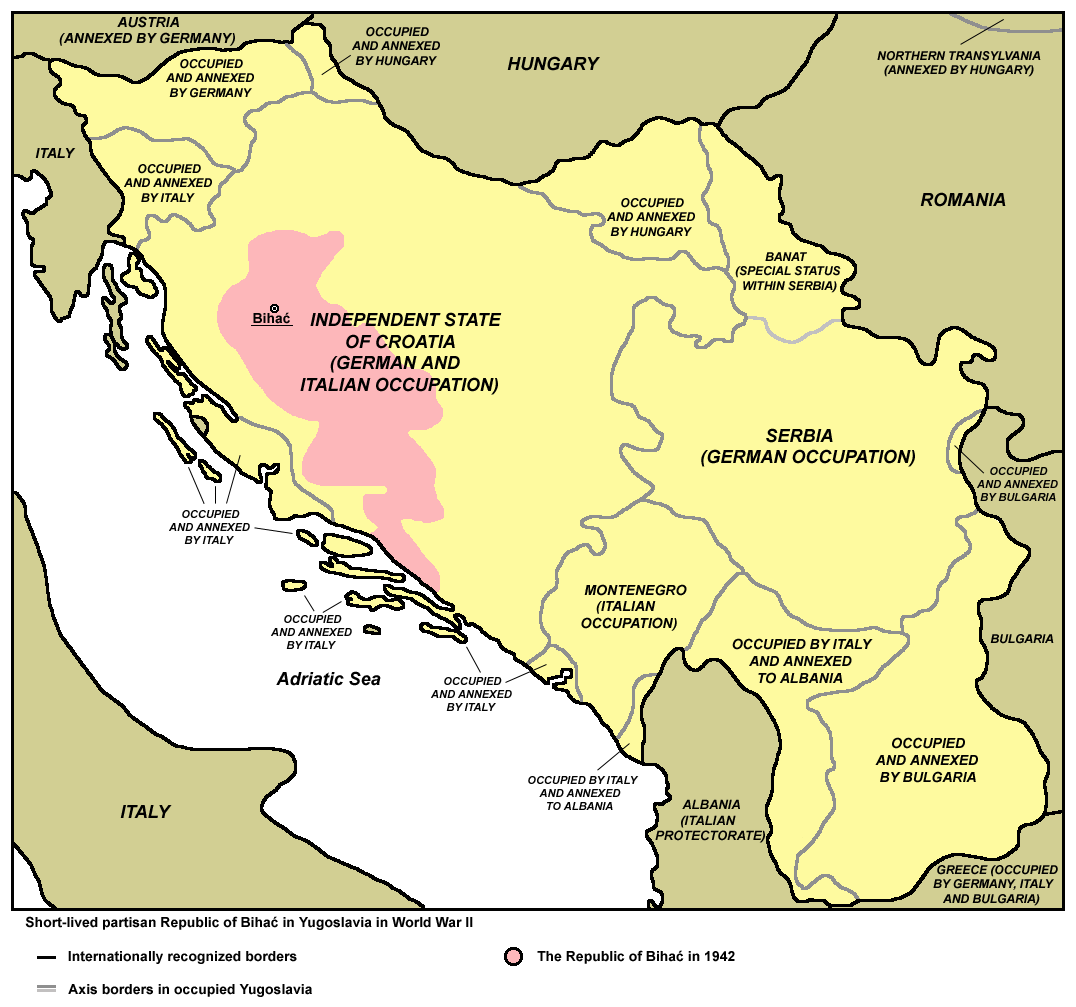
Звільнені партизанами землі так званої «Біхачської республіки», 1942 рік

Навесні 1943 року німецьке командування чекало вторгнення англо-американських військ на Балканах. У зв'язку з цим рішення «партизанської проблеми» і роззброєння четників на території загарбаної Югославії стало питанням стратегічного значення. Основні сили НВАЮ (4-й Хорватський, 3-й Боснійський корпуси і Оперативна група дивізій Верховного штабу) контролювали велику звільнену територію в Західній Боснії і Хорватії. У разі висадження десанту на Східній Адріатиці партизани на ділі би забезпечили сили союзників плацдармом і порушили б німецькі шляхи сполучення, що ведуть до моря. За задумом німецького командування належало встановити стабільність у краї ще до весни 1943 року. Протягом грудня 1942 — січня 1943 років в ході низки нарад на рівні військового командування країн «осі» було підготовлено найбільшу за того часу операцію під кодовою назвою «Вайс» з метою знищення усіх повстанських утворень — як партизан, так і четників. Операцію передбачалося здійснити в три етапи. В ході першого задумувалося винищити головні сили НВАЮ на звільнених землях на південний схід від річок Купа і Сава. На другому етапі потрібно було знищити сполучення і загони партизан, яким вдалося б піти з-під удару, а також загони, що дислокуються на південь від лінії Босанський Петровац — Ключ — Мрконіч-Град. На заключному етапі передбачалося винищити останні партизанські утворення і роззброїти четників.
Хоча операція «Вайс» охопила велику територію Західної Хорватії, Боснії і Чорногорії, її вислід не виправдав очікувань. В ході першого етапу операції, що завершився 15 лютого 1943 року, війська країн «осі» зайняли територію «Біхачської республіки», проте партизанам вдалося частково піти з-під удару, частково вирватися з німецького оточення і зібрати свої сили для нових битв. На другому етапі, до 17 березня, головні сили партизан знову уникли поразки і прорвалися з оточення на річці Неретві. Третій етап операції не проводився. Незважаючи на значні втрати НВАЮ, операція «Вайс» не досягла своєї цілі. Протягом наступних восьми тижнів головні сили Верховного штабу продовжили рейд через Східну Герцеговину та Чорногорію, придушивши опір четників у боях в містечках Невесіне і Калиновик та завдавши шкоди італійським військам в першій половині травня в околицях міст Нікшич і Подгориця.
Тимчасово призупинивши бойові дії проти Оперативної групи дивізій Верховного штабу (ОГД ВШ), німецьке командування відстежувало її просування на схід і готувалося до нової операції. 1 квітня головнокомандувач німецькими військами на Південному Сході генерал Лер повідомив Верховному головнокомандуванню вермахта про підготовку операції «Шварц» з метою знищення сил партизанів й утворень четників Михайловича. На початку травня приготування наближалися до завершення і Лер дав санкцію на її початок. Безпосереднє керівництво операцією покладалося на командувача німецькими військами у Хорватії генерала від інфантерії Лютерса (нім. Rudolf Lüters). 6 травня Лютерс віддав наказ підлеглим військам приступити до здійснення операції «Шварц» з 15 травня.

## План німецького командування
Згідно із задумом операції «Шварц», планувалося зосередити переважні сили навколо Оперативної групи дивізій ВШ у Санджаку і Чорногорії й оточити її. Потім, наступаючи углиб звільненої території, стягнути кільце і знищити партизанські сполучення разом з Верховним штабом. Для здійснення задуму виділені для операції війська належало поступово зосереджувати навколо району, зазначеного шляхами сполучення Фоча — Ґоражде — Плевля — Прієполе — Бієло-Полє — Колашин — Подгориця — Нікшич — Білеча — Ґацько — Калиновик. Частина сил, що діяли з північного та західного допоміжних напрямків, мала висунутися до каньйонів річок Тара і Пива та зайняти всі наявні тут переправи. Водночас головні сили операції мали наступати широким фронтом з району населених пунктів Колашин і Нікшич на захід і північ в напрямку гірського масиву Дурмітор, затиснути в кільці середовища Оперативну групу дивізій на плоскогір'ї між нижніми течіями річок Тари і Пиви та Дурмітором і там її знищити. Операція готувалася в умовах суворої таємності. Для забезпечення раптовості італійську сторону до початку військових дій щодо подробиць операції не сповістили. З урахуванням вимоги Гітлера про роззброєння четників, генерал Лютерс розпорядився вже в початковій фазі операції, під час висунення німецьких військ на висхідні позиції, провести роззброєння розташованих в районі дій підрозділів ЮВуО (скорочення від серб. Југословенска војска у отаџбини) .

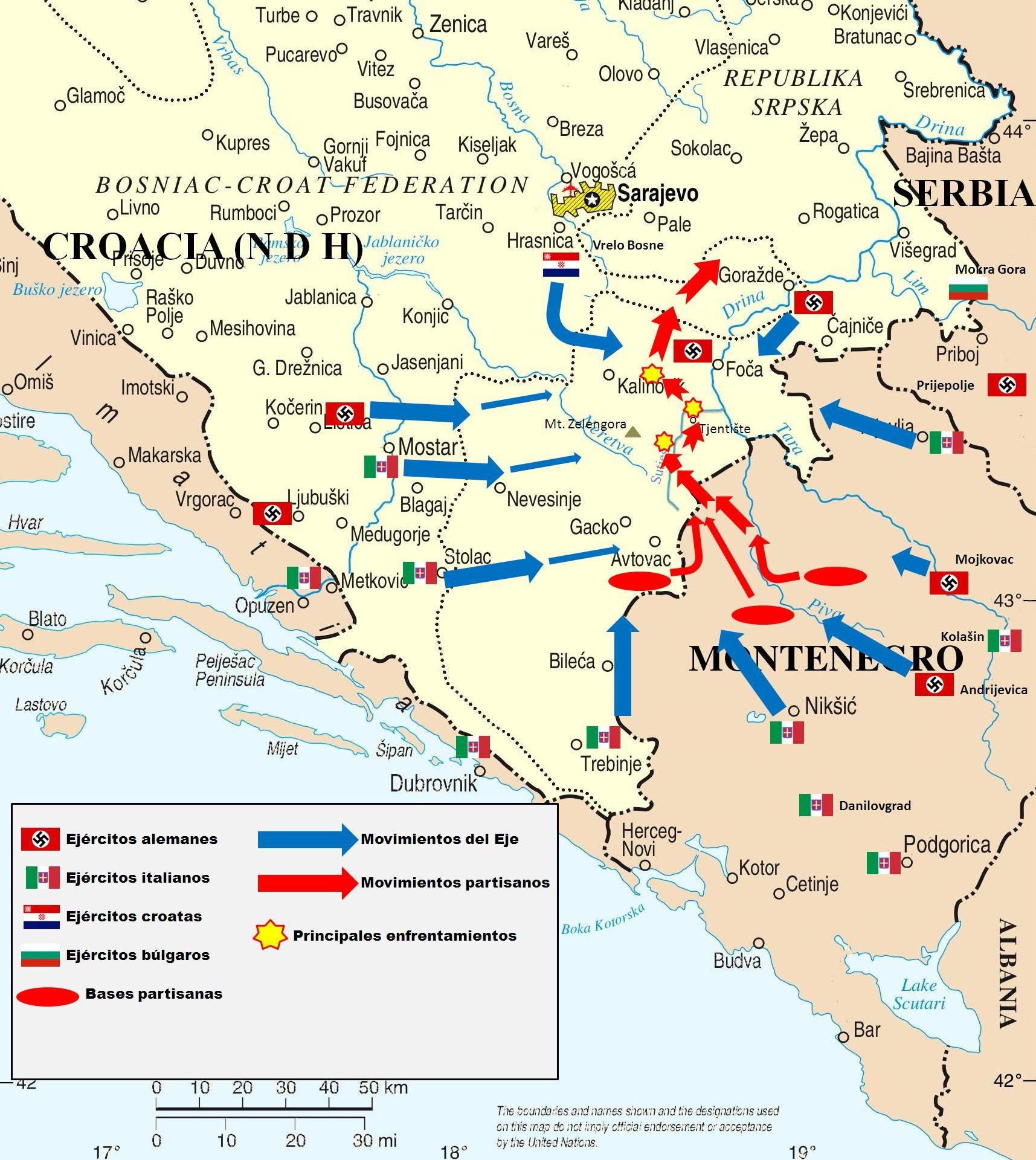
Карта бойових дій у ході операції «Шварц»

Основна роль в операції відводилася німецьким військам. З метою підвищення боєздатності німецького контингенту в Югославії до початку операції було проведено переутворення 704-ї, 714-ї, 717-ї і 718-ї окупаційних піхотних дивізій відповідно у 104-ту, 114-ту, 117-ту і 118-ту єгерські дивізії. Було посилено їхній командний і особовий склад. Дивізійна артилерія отримала гірні гармати.
В операції задіялися чотири посилені німецькі дивізії: 1-ша гірськопехотная дивізія (перекинута зі Східного фронту), 7-ма добровольча гірськострілецька дивізія СС «Принц Ойген», 118-та єгерська дивізія, велика частина 369-ї піхотної дивізії, посилений 724-й полк 104-ї єгерської дивізії і полк дивізії «Бранденбурґ», усього близько 67 тисяч чоловік. Окрім них залучалися три італійські дивізії: 1-ша альпійська гірськострілецька дивізія «Таурінензе», 19-та піхотна дивізія «Венеція» і 23-тя піхотна дивізія «Феррара», чисельністю 43 тисячі чоловік, а також так звані війська групи сектора «Подгориця»: болгарський 61-й полк (2 тисячі чоловік) і домобранська 4-та єгерська бригада. Загалом в операції брали участь 7 посилених дивізій (за весь час близько 127 тисяч чоловік), підтримуваних 7-8 артилерійськими полками, одним німецьким танковим батальйоном і авіацією у складі близько 160 бойових і розвідувальних літаків. Задумане зосередження військ забезпечувало нападникам ушестеро дужчу перевагу в живій силі (115 000 : 18 000) над партизанським угрупованням, що складалося зі змучених і голодних людей, зосереджених у важкодоступній безживній гірській місцевості і які перебували на межі виживання, до того ж обтяжене наявністю Центрального шпиталю, в якому містилося близько 3500 поранених.

### Становище і завдання сил операції «Шварц»
З метою приховування підготовки операції тільки невелика частина залучених сил вийшла до 15 травня на свої вихідні рубежі:
- 1-ша гірськострілецька дивізія, посилена полком «Бранденбург», завершувала зосередження на лінії Матешево — Колашин — Мойковац — Бієло-Полє із завданням наступати на захід через гору Сіняеєіну до Дурмітора.
- 7-ма гірськострілецька дивізія перебувала на захід від Мостара, звідки мала вийти на лінію Гацько — Білеча — Нікшич і потім декількома колонами наступати в напрямку Жупа-Півський, Комарниця і Дурмітора.
- 118-та єгерська дивізія, посилена двома полками 4-ї домобранської єгерської бригади, перебувала в районі Коніц — Сараєво — Трново і частиною в районі Фочі. Їй належало пробитися до нижніх течій Пиви і Тари і перекрити всі переходи через каньйони цих річок.
- Посилена полкова оперативна група 369-ї піхотної дивізії зосередилася долиною Дрини у секторі Устіколина — Горажде і повинна була наступати через Чайниче й річку Чехотина, потім вийти на середню течію Тари й обступити переправи на цій ділянці.
- Бойова група «Людвіґер» (німецький 724-й і болгарський 61-й полки) перебувала долиною Ліма на ділянці від Прієполе до Бродарево і мала завдання наступати до річки Тара.
- Дивізія «Венеція» дислокувалася в залогах у населених пунктах Колашин, Бієло-Полє і Беране.
- Дивізія «Таурінензе» — в Плевлі і Прієполе.
- Дивізія «Феррара» — в районі Нікшич — Даниловград.
- Група сектора «Подгориця» — в районі Подгориці та Спужа[15].

## Оперативні обставини і план дій ВШ НВАЮ
На початку травня 1943 року ОГД ВШ вийшла на підступи до річок Тара і Лім, створивши тим самим передумови для прориву через Косово і Метохію у Сербію. Цим були поставлені під загрозу шляхи сполучення з німецькими військами в Греції. ОГД мала у своєму складі чотири дивізії та одну оперативну групу бригад загальною чисельністю близько 18 тисяч осіб. Разом з ними перебували понад три тисячі поранених і хворих, більша частина котрих перебувала в Центральному шпиталі, інші — в дивізійних і бригадних шпиталях. Відповідно до плану Верховного штабу, розташування військ у середині травня відповідало намірам подальшого просування на схід до річки Лім: дві дивізії, 1-ша Пролетарська (1-ша Пролетарська, 3-тя Пролетарська Санджакська і 3-тя Країнська пролетарська бригади) і 2-га Пролетарська (2-га Далматинська, 4-та Пролетарська Чорногорська і 7-ма Країнська бригади), завершили підготовку до нападу на італійські залоги в населених пунктах Мойковац і Колашин. Решта сил: 3-тя ударна дивізія (1-ша Далматинська, 5-та Пролетарська Чорногорська і 10-та Герцеговинська бригади), 7-ма Банійська дивізія (7-ма, 8-ма і 16-та Банійські бригади, а також надана 3-тя Далматинська бригада) і Дринська оперативна група (2-га Пролетарська, 6-та Східно-Боснійська і 1-ша Маєвицька бригади) забезпечували оборону звільненій території і розташованого там Центрального шпиталю з боку Нікшича, Гацько, Фочі, Горажде і Плевля. Партизанські дивізії налічували від трьох до чотирьох тисяч чоловік. Німецькі дивізії значно перевершували їх за кількістю особового складу. Наприклад, у 1-й гірськострілецькій дивізії за станом на 1 травня значилися 21203 людини — більше, ніж у всій ОГД ВШ.
На початку травня Верховний штаб перемістився в район села Доні-Крушево (сучасна назва — Крушево-на-Піві) і розташовувався там протягом наступних десяти днів. 8 травня на нараді у Тіто перед командирами 1-ї і 2-ї пролетарських і 3-ї ударної дивізій Коча Поповичем, Пеко Дапчевичем і Радованом Вукановичем було поставлено наступні завдання: 1-й і 2-й дивізіям доручалося здобути міста Мойковац і Колашин, потім Беране й Андрієвиця і тим самим створити умови для прориву до Косова і Метохію та далі до Південної Сербії. Решті військ доручалася оборона звільнених земель у північно-західній частині Чорногорії й у Санджаку: 3-й дивізії було поставлено завдання прикрити напрямок з боку Нікшича іГҐацько; 7-й Банійській дивізії (командир Павле Якшич) — зайняти лінію у середній течії річки Чехотина і тримати оборону на напрямку від Плевля; новоутвореній Дринській оперативній групі належало прикривати напрямок від Горажде і Фочі до Чайниче, особливо до сіл Челебічі і Шчепан (сербохорв. Šćepan Polje), околицями яких розташовувався Центральний шпиталь. Через кілька днів після наради ВШ перемістився в Джурджевича-Тару (сербохорв. Đurđevića Tara), щоб бути ближче до району дій 1-ї і 2-ї пролетарських дивізій, які завершували підготовку до наступу в долині Ліма і верхньої течії Тари. 15 травня Тіто направив цим дивізіям останні вказівки щодо штурму Мойковацу і Колашине, призначеного на 17 травня. Початок ворожого наступу, однак, змінило ці наміри.

### Розвідувальні відомості про німецькі приготування
У першій половині травня до Верховного штабу стали надходити донесення з різних місць про передислокацію німецьких військ убік Чорногорії, а також первинні неперевірені відомості про підготовлюваний новий німецький наступ на цьому просторі. Головний штаб Народно-визвольної армії і партизанських загонів (НВАіПЗ) Хорватії повідомив 1 травня, що залізницею Босанський Брод — Сараєво щодня проходять «6-8 німецьких ешелонів». Штаб 1-го Боснійського корпусу повідомив 9 травня про початок перекидання німецьких військ «через Чорногорію в Албанію», а 10 травня сповістив, що німці, зосереджені в районі Мостар — Імотський, починають просування в напрямі Герцеговини і Чорногорії. Розвідка 1-ї Пролетарської дивізії доповіла 10 травня, що, «за неперевіреною інформацією, німці мають завдання убезпечити долину річки Лім, а за деякими відомостями, розгорнути наступ проти нас».
Штаб 2-ї Пролетарської дивізії 14 травня сповістив Верховний штаб, що, за неперевіреними даними, в Чорногорії очікується прибуття «трьох німецьких дивізій, а саме: однієї з населеного пункту Печ до Колашина, другої — з Прієполе до Плевля, і третьої — з Білеча до Нікшича». Все це були ознаки якихось приготувань, але Верховний штаб усе ще не міг визначити, якими є справжні наміри німецького командування. За висновком сербського історика Гая Тріфковича, пізно виявивши приготування супротивника, Оперативна група дивізій ВШ НВАЮ опинилася в складному становищі.

## Бойові дії

### Висування німецьких військ на висхідні позиції і роззброєння четників
11 травня, несподівано для італійського командування, німецькі війська від населених пунктів Нові-Пазар і Печ були перекинуті в область італійського військового контролю в Герцеговині і Чорногорії. Були зайняті залізничні й телеграфні шляхи та сильно обмежені можливості дій італійських частин. Після цього німці зайнялися роззброєнням розташованих у цьому районі четників. 14 травня, коли 1-ша гірськострілецька дивізія і підрозділи полку «Бранденбург» примкнули глибоко в межі італійської зони окупації, командувач німецькими військами на Південному Сході генерал Лер сповістив про це командувача 2-ї італійської армії генерала Роботті (італ. Mario Robotti). У ході висунення німецьких військ на висхідні рубежі операції «Шварц», а також в її початковій фазі, до 22 травня було роззброєно, інтерновано, розсіяно або частково знищено близько чотирьох тисяч четників. Згідно з німецькими звітами, 17 четників були вбито, 3754 — узято в полон. Незважаючи на те, що італійцям переважно залишалося лише спостерігати за діями німців, як їхні союзники, за їхнього сприяння велика частина четників уникла роззброєння і на чолі з Михайловичем відступила до Сербії.

### Етапи битви
Операція «Шварц» почалася 15 травня 1943 року односередковим наступом німецьких і союзних їм військ на напрямках до лінії блокування в каньйонах нижніх течій річок Тара і Піва. Периметр району операції становив близько 500 км. Югославські військові історики поділяють бойові дії ОГД ВШ в ході битви на три етапи. Перший етап (15—27 травня) охоплює дії Оперативної групи дивізій з ціллю просування на схід і, після відмови від первинного задуму, спробу прориву в напрямку Фочі, тоді як противник здійснював оперативне оточення партизанських сил. Другий етап (28 травня — 9 червня) включає перекидання партизанських об'єднань через річку Піва на Вучево і вихід в долину Сутєски, поділ ОГД на дві частини і спробу прориву через гірський хребет Зеленгора до Східної Боснії, а також через річку Тара в Санджак. У цей час німецько-італійські війська здійснювали тактичне стягування кільця оточення. Третій етап (10—15 червня) охоплює прорив більшої частини ОГД ВШ на Яхорину, оточення і загибель 3-ї ударної дивізії і Центрального шпиталю НВАЮ в долині Сутєски.

### Перший етап (15—27 травня)
Вранці 15 травня відбулися перші бої між частинами ОГД і німецько-італійськими військами на лінії Бієло-Полє — Мойковац — Колашин. Верховний штаб не відразу оцінив масштаб загрози з боку противника, вважаючи німецькі війська, що з'явилися цим районом, незначною перешкодою, яка лише на деякий час затримає наступ партизанських дивізій. Проте погіршення ситуації в наступні дні і потужний натиск з боку німецьких військ в секторі Бієло-Полє — Колашин показали хибність початкових оцінок. Верховний штаб опинився змушеним відмовитися від запланованого штурму Колашина і Мойковаца та віддати наказ про відхід військ 1-ї і 2-ї Пролетарських дивізій на захід задля скорочення фронту і заняття вигідніших оборонних позицій.
У перші дні операції «Шварц» запеклі бої йшли й у секторі дій Дринської групи, де противник наступав великими силами з районів Фочі і Горажде. Частини 369-ї піхотної дивізії вже 15 травня зайняли Чайниче і в наступні дні з'єдналися із силами італійської дивізії «Таурінензе», що наступала з Плевля. 118-та єгерська дивізія однією частиною своїх військ просувалася з району Фочі до Челебічів і Шчепан-Поля, а іншою пробилася з лінії Калиновик — Улог у долину Сутєски. Прагнучи вивести з-під удару Центральний шпиталь, Верховний штаб віддав 17 травня наказ щодо евакуації поранених з району села Челебіче вглиб Санджака. Згодом 7-ма гірськострілецька дивізія СС «Принц Ойген», рухаючись із заходу через Неретву, вийшла 18 травня на лінію Гацько — Білеча і продовжила просування декількома колонами на напрямках до Жупа-Півський, Голії і річки Комарниця, а основними силами — до Нікшича, щоб звідти наступати на північ до Дурмітора.
З 15 по 20 травня німцям вдалося в основному завершити оперативне оточення ОГД ВШ у Санджаку і Чорногорії. Разом з тим, поряд з успішним виконанням плану операції «Шварц», в перші дні боїв італійським військам довелося зазнати відчутної поразки, що відбилося на розвитку загальних бойових дій. Ще в ході зосередження частин 1-ї і 2-ї Пролетарських дивізій для наступу на Колашин і Мойковац було утворено ударну групу з трьох батальйонів 4-ї і 5-ї Пролетарських чорногорських бригад, якій було поставлено завдання очистити від четників район Піпери і пробитися біля Біоче на дорогу Подгориця — Матешево, щоб прикрити з півдня партизанські сили, які готувалися штурмувати Колашин. 13 травня в околицях села Радовце, на північ від Підгориці, партизани відразу напали і розбили велике угруповання четників, зосереджене тут за узгодженням з італійським командуванням для спільних дій проти ОГД ВШ. У відповідь на це італійці перекинули з Подгориці до Біоче підрозділи 383-го полку. У боях з 14 до 18 травня полк зазнав тяжкої поразки. 3-й батальйон було повністю знищено, а командир полку загинув. Згідно з італійськими даними, втрати полку склали 739 осіб, з яких 400 осіб з вісьмома офіцерами, як вважалося, потрапили у полон, а решта — убиті або поранені. Партизанська ударна група захопила так багато зброї, боєприпасів та іншого військового спорядження, що змушена була частину трофеїв знищити. Успіх підрозділів ОГД біля Подгориці приголомшив італійське командування і змусив його форсувати розгортання частин і зосередити близько п'яти полків у секторі Матешево — Біоче — Подгориця. Ця поразка італійців на шляхах сполучення між Підгорицею і Колашине всерйоз стурбувала німців, які дійшли висновку, що «Тіто відмовився від прориву в Санджак і переміщує свої сили на південь, щоб прорватися на південний схід», в Албанію. Побоюючись прориву партизанів з кільця оточення, німецьке командування перекинуло частину сил на загрозливий напрямок, що на початковому етапі настання послабило і уповільнило просування на інших ділянках.
Бої 1-ї і 2-ї Пролетарських дивізій з німецькою 1-ю гірськострілецькою дивізією долиною Ліми показали безперспективність прориву цим напрямком, що змусило Верховний штаб шукати інше рішення. У міру розвитку обставин задум противника ставав зрозумілішим. 18 травня Тіто скасував план прориву в Південну Сербію і скерував війська групи до зрушення на захід для виходу з оточення в напрямку Східної Боснії.

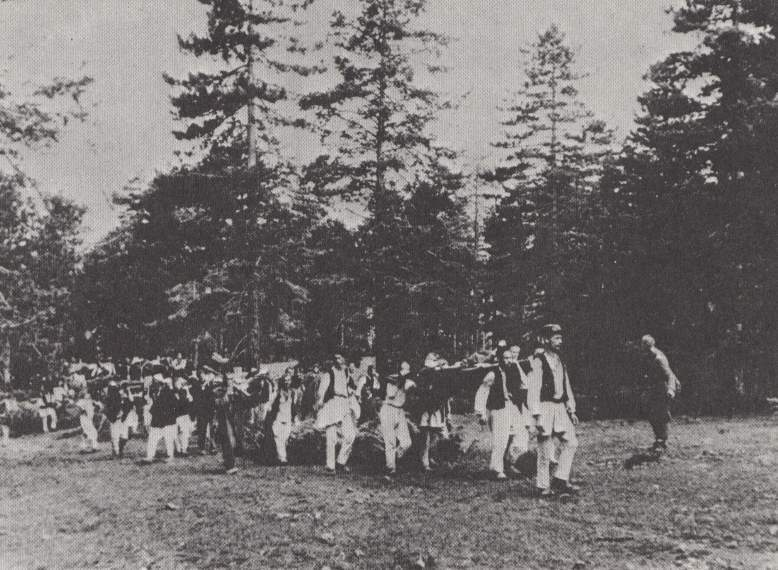
Сільські жителі переносять поранених, 1943 рік

Дії ВШ та ОГД сильно сковували велику кількість поранених. У зв'язку з загрозою Центральному шпиталю велика частина 1-ї Пролетарської дивізії була негайно перекинута з району Бієло-Полє в напрямку Фочі для зміцнення фронту Дринської оперативної групи. 2-й Пролетарській дивізії було наказано відступити з району Колашине і Мойковацу вглиб гірського масиву Сіняєвіна і перейти до оборони, тоді як 7-й дивізії належало спішно висунутися до сектора Гацько для посилення оборони 3-ї дивізії. Перед іншими частинами було поставлено завдання стримувати просування ворожих військ.
У запеклих боях 21—23 травня на просторі Челебіче — Златні-Бор — Троврх частини 118-ї єгерської дивізії були зупинені і відкинуті до Фочі, де перейшли до оборони. Дринська група під командуванням штабу 1-ї Пролетарської дивізії у складі 5 бригад, зосереджених на південний схід від Фочі, отримала наказ оволодіти долиною річки Дрина на південь від міста Фоча, зайняти плацдарм на Дрині і створити умови для виведення поранених з оточення в напрямку гори Яхорина. 24 і 25 травня бригади Дринської групи здійснили кілька нападів на розташування 118-ї дивізії, але подолати їх не змогли. На цей сектор німці швидко перекинули поповнення і зосередили в цьому просторі дії авіації. Становище Дринської групи загострилося після того, як 369-та дивізія відтіснила 3-тю Далматинську бригаду і частини 7-ї дивізії, форсувала Чехотіну в районі Градець і кинулася до Челебічів, чим створила загрозу тилу партизанської оперативної групи у Фочі. Зважаючи на це штаб 1-ї Пролетарської дивізії припинив 25 травня напади у Фочі і перейшов до оборони. На інших ділянках ворог продовжував тіснити партизанські частини. З огляду на стан, що склався після безуспішної спроби прориву Дринської оперативної групи, Верховний штаб ухвалив 26 травня рішення про вихід ОГД з оточення через Пиву, Вучево і каньйон річки Сутєска.

### Другий етап (28 травня— 9 червня)
Верховний штаб розумів стратегічне значення сектора Пиви для операцій ОГД. Ще на початку дій на напрямку Фочі Тіто відправив 22 травня на Вучево два батальйони 2-ї Пролетарської бригади зі завданням забезпечити «в разі потреби» плацдарм цим напрямком. Подальший розвиток обставин показав, наскільки вірним було це рішення. Зайнявши Вучево 23 травня, батальйони не дозволили німцям опанувати важливою позицією і перекрити підступи до Сутєски. Місцевість цим напрямом була найважкодоступнішою, але саме цей чинник наразі давав партизанам можливість прориву з оточення. Коли німецьке командування оцінило становище, на плоскогір'ї Вучево вже було зосереджено значні сили партизан.

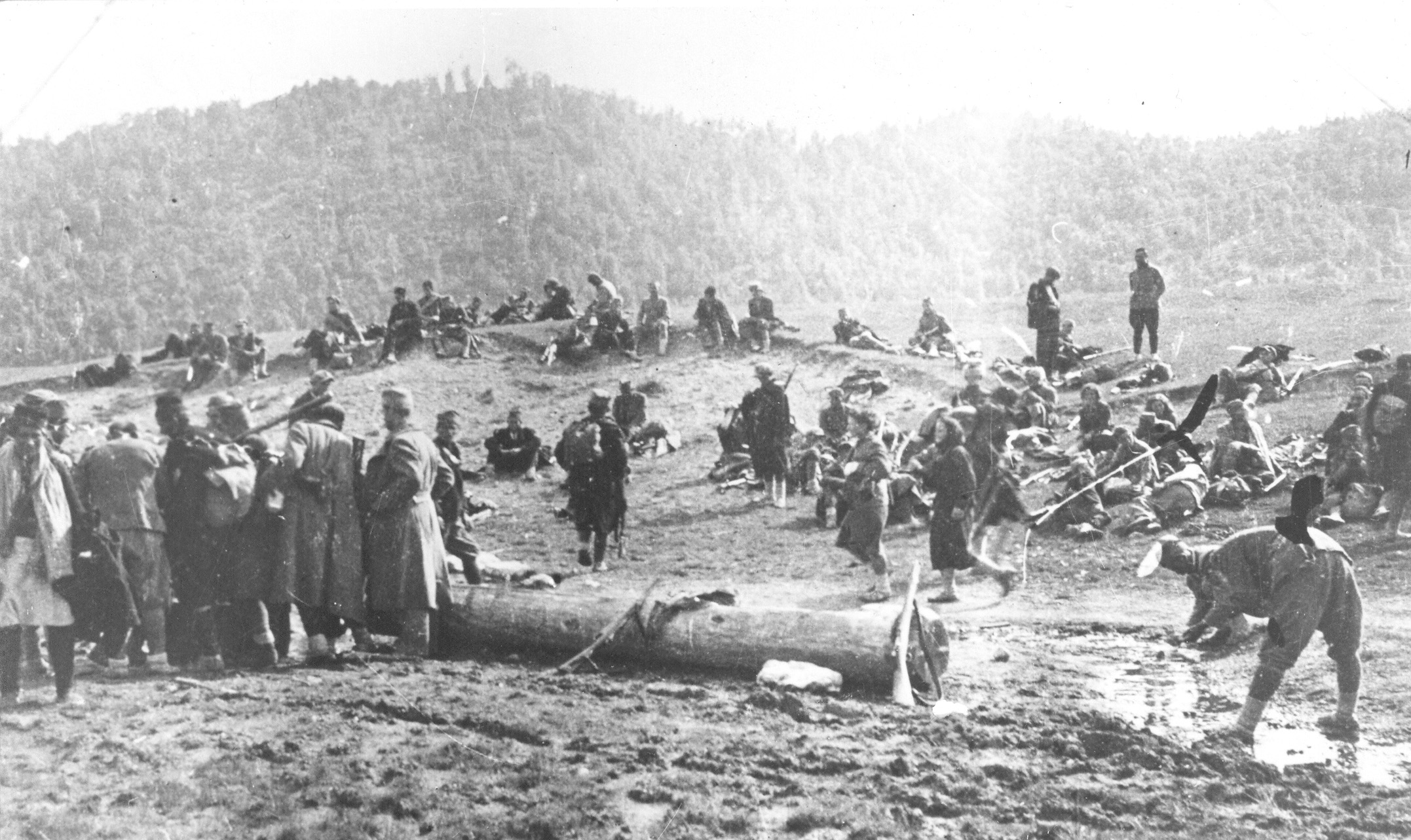
Підрозділи 1-ї Пролетарської бригади на привалі біля Вучево

З 27 по 29 травня 1-ша і 2-га дивізії, а також 6-та Східно-Боснійська і Маєвицька бригади перебралися через Пиву і вийшли на Вучево. Одночасно почався відступ інших частин ОГД зі Санджаку на лівий берег Тари. Верховний штаб НВАЮ розміщувався недалеко від Чорного озера під Дурмітором, звідки ввечері 28 травня вирушив у напрямку Мратіне на Пиву. Туди ж зі Сіняєвіни було направлену 4-ту Чорногорську і 2-гу Далматинську бригади 2-ї Пролетарської дивізії. Тим же днем до Верховного штаб прибула англійська військова місія в складі шести осіб, що спустилися напередодні на парашутах на Негобуджско-Поле на схід від Жабляка.
В останні дні травня підрозділи німецької 118-ї єгерської дивізії намагалися опанувати Вучево і блокувати переправи на пиві, проте до цього часу основні бойові дії змістилися на лівий берег річки, куди перейшли сім бригад ОГД, і Верховний штаб перехопив у противника оперативний почин цим напрямком. У боях на південь від Мратіне, на Вучево в районі колиби Корітнік і в долині Сутєски партизани відбили усі німецькі спроби оволодіти полониною між Пивою і Сутєскою. Цей простір послужив їм вихідною позицією для подальшого прориву.

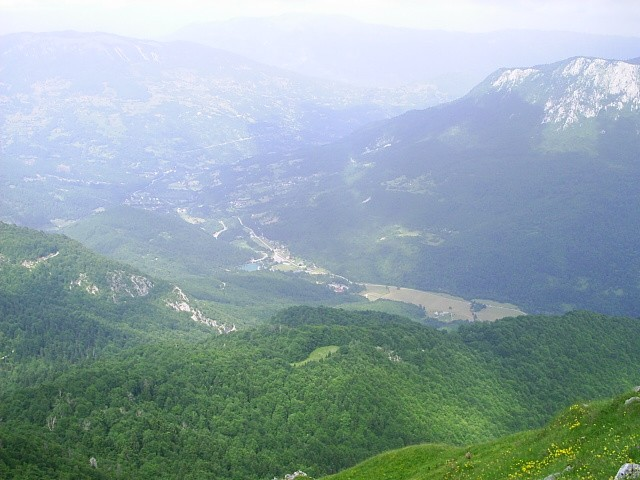
Краєвид на Т'єнтіште

Заняття плацдарму на Сутєсці між селом Суха і висотою Кошур створило умови для прориву з оточення на цій ділянці фронту. Завершивши перегрупування частин ОГД, Верховний штаб 31 травня віддав наказ про вихід з оточення. Дринській оперативній групі було поставлено завдання розширити плацдарм на Сутєсці і тим самим полегшити відхід ОГД до Зеленгори. 2-га Пролетарська бригада мала утримувати село Суха, зайняти позиції на південних схилах гірського хребта Товарниця і запобігти усі намагання німців просунутися з півдня в долину Сутєски. Трьом бригадам 2-ї Пролетарської дивізії належало діяти південніше Мратіне в напрямку витоків Неретви, тоді як 3-тя Країнська, 2-га і 3-тя Далматинські бригади повинні були перейти через Пиву на Вучево і підтримати партизан в долині Сутєски. 3-тя і 7-ма дивізії обороняли підходи до Півського плоскогір'я правим берегом річки Комарниця, на східних схилах Дурмітора і лівим берегом Тари, щоб затримати наступ німецьких військ і дати можливість переправити Центральний шпиталь через Пиву на Вучево. 1-му Боснійському корпусу 29 травня було наказано відправити 5-ту дивізію через містечко Фойниця в напрямку Трново і Калиновика для подальшої взаємодії з ОГД.
У зв'язку з тим, що 118-та дивізія не змогла взяти Вучево і обступити переправи в каньйоні Пиви, основний задум операції «Шварц» по оточенню ОГД на просторі між Тарою, Пивою і Дурмітором виявився проваленим. Розпізнавши намір партизанського командування прорватися з оточення на Сутєсці, німці наприкінці травня ухвалили рішення значно посилити оборону її лівого берега. Для цього в наступні дні сюди з району Фочі перекинули всю 118-ту дивізію. Велика частина 369-ї піхотної (хорватської) дивізії була повернута з річки Чехотина окружним шляхом через Горажде і Фочу в район населених пунктів Мілевина і Калиновик. Звідси вона мала висунутися в північно-західному напрямку через Зеленгору і, при необхідності, утворити нову лінію оборони з ціллю припинення можливого прориву партизанів через оборонні позиції 118-ї дивізії на Сутєсці чи посилити її лінію оборони. Правий берег Тари зайняла 4-та домобранська бригада. 7-ма дивізія СС була перевезена автотранспортом через Нікшич, Білече і Гацько на ділянку між Чемерно і Плужине. Звідси їй належало наступати через хребет гори Біоч, Волуяк і Маглич у межиріччя Пиви і Сутєска та тіснити частини НВАЮ на полонині Вучево. Італійська дивізія «Феррара» і німецька 1-ша гірськострілецька дивізія наступали через Дурмитор до нижньої течії Тари і Пиви. Німецьке командування розраховувало стягнути кільце оточення навколо партизан і знищити ОГД в районі Вучево і Півського плоскогір'я.
На стороні загарбників були чисельна, тактична і технічна перевага, ефективна радіорозвідка і тилове постачання, а також підтримка авіації. На противагу їм, перед ОГД у щільному кільці оточення наростала гостра проблема забезпечення харчуванням бійців і поранених. В останні і найважчі часи битви вони були змушені вживати в їжу траву. Але незрівнянно більші труднощі для Оперативної групи дивізій складали поранені і хворі, що позбавляли партизанські дивізії всієї свободи маневру.

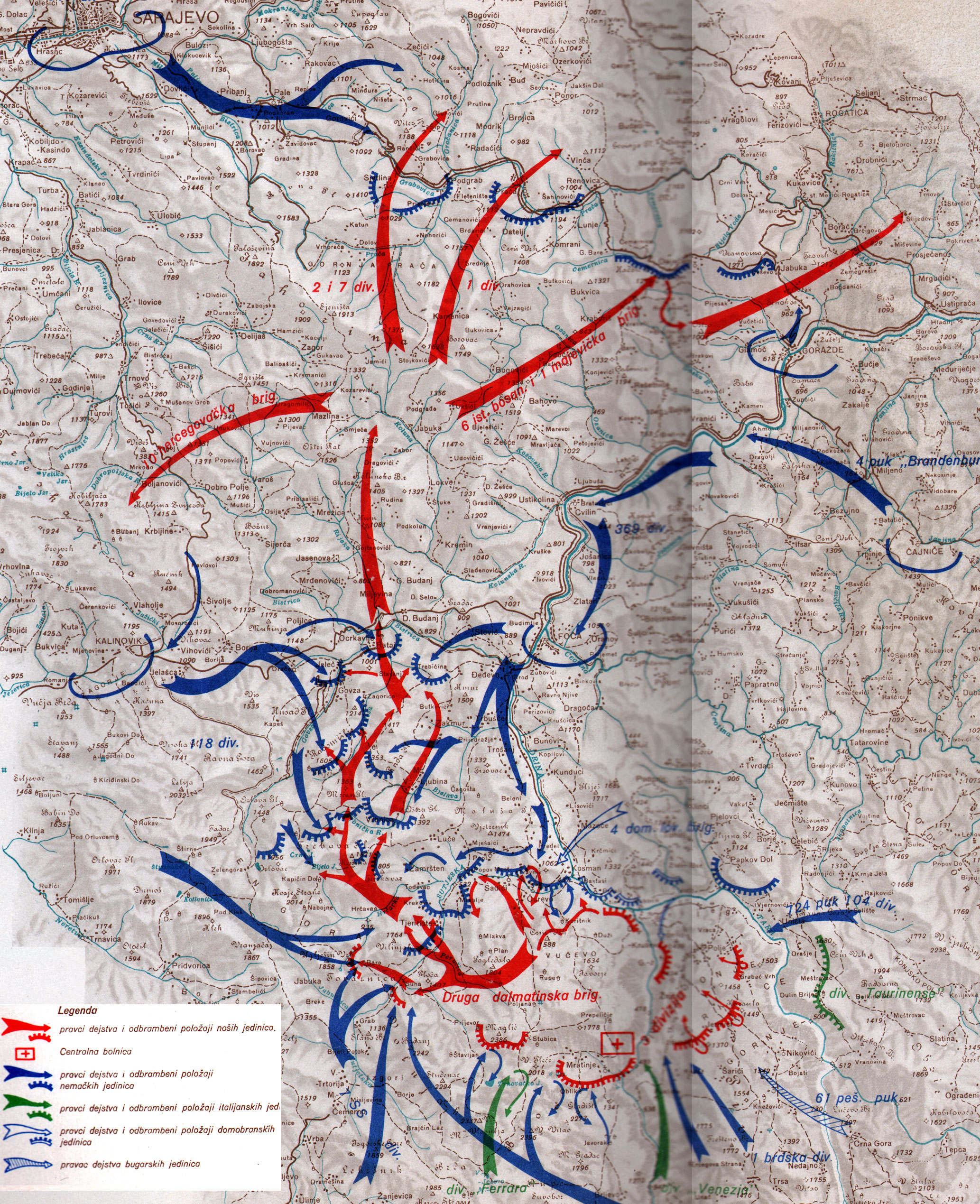
Прорив ОГД ВШ НВАЮ з оточення в ході німецької операції «Шварц» (1—25 червня 1943 року)

Незважаючи на вжиті німецьким командуванням заходи, завдяки самовідданості бійців 1-ї і 2-ї Пролетарських бригад партизанам вдалося відстояти ділянку Сутєски шириною до 6 км (за іншими даними, 4—5 км) між селами Суха і Т'єнтіште. Верховний штаб прагнув розширити цей плацдарм і очистити напрямок Попов-Мост — Врбниця. У бій було введено 1-шу Маєвицьку, 6-ту Східно-Боснійську і 3-тю Країнську бригади, проте їхні напади на німецькі позиції в районі гір Кошур, Боровно і біля села Попов-Мост не мали успіху.
Посилені німецькі наступи лівим берегом Сутєски в час з 31 травня по 3 червня не тільки не дозволили розширити вузький плацдарм між Суха і Т'єнтіште, а й створювали загрозу його знищення. Стан долиною Сутєски ставав дедалі складнішим. До 2 червня частини 7-ї гірськострілецької дивізії СС «Принц Ойген» вийшли на простір гір Біоч і Маглич. Оборона 118-ї дивізії в долині Сутєски і наступ 7-ї дивізії СС з півдня на лівий фланг ОГД сильно погіршили становище партизан на Вучево. Вузького плацдарму між селом Суха і горою Кошур, а також усього двох стежок, що ведуть звідти на Зеленгору, було недостатньо для прориву і виходу з оточення всієї ОГД, включаючи Центральний шпиталь. До того ж шпиталь і 3-тя та 7-ма дивізії все ще залишалися на Півському плоскогір'ї, далеко від плацдарму на Сутєсці. Операція «Шварц» входила у вирішальну фазу. Командувач операцією генерал Лютерс перемістив свій штаб зі Сараєва в район Мілевини, щоб в безпосередній близькості керувати знищенням партизанського угруповання на чолі з Верховним штабом. У цьому стані Верховний штаб на світанку 3 червня перебрався у Мратіне через Пиву і того ж дня на нараді ухвалив рішення про поділ ОГД на дві оперативні групи, які мали діяти на напрямках розходяться.
— Першу групу, під командуванням ВШ, склали 1-ша і 2-га Пролетарські дивізії з десятьма бригадами, які до цього переправилися через Пиву. Групі ставилося завдання прориву на північний захід через Сутєску.
— Друга група складалася з 3-ї ударної і 7-ї Банійської дивізій, з шістьма бригадами: 1-ша Далматинська, 5-та Чорногорська, 3-тя Санджакська, а також 7-ма, 8-ма і 16-та Банійські. Ці частини і Центральний шпиталь досі перебували на схід від Пиви. Для управління 2-ю групою (південна група) було утворену оперативний штаб на чолі з Радованом Вукановичем, колишнім командиром 3-ї дивізії, і Мілованом Джиласом. Командувати 3-ю дивізією призначили Саву Ковачевича, комбрига 5-ї Чорногорської бригади. Групі доручалося прориватися через Тару у Санджак або, залежно від розвитку обставин, через Сіняєвіну чи Голію у Санджак або Чорногорію.
Рішення розділити ОГД на дві частини було продиктовано вагою обставин, що склалися. Існувала загроза знищення німцями плацдарму на Сутєсці за час, коли 1-ша і 2-га Пролетарські дивізії були зосереджені на вузькому просторі Вучево, обкладені з півдня 7-ю дивізією СС. Будь-яке зволікання ускладнювало їхнє становище, а види на прорив були неясними.
Для виходу з котла зі займаного партизанами вузького плацдарму Оперативна група дивізій могла скористатися лише двома гірськими стежинами. Перша вела від Т'єнтіште до села Крекови і далі через Мілінкладу. Друга тягнулася від села Сухе вздовж гірського хребта Товарниця через плоскогір'я Донє- і Горнє-Баре, потім гребенем Зеленгори. Наступаючи флангами з боку сіл Граба, Попов-Мост і гори Кошур, противник великими силами наполегливо намагався закрити наявну прогалину в долині Сутєски. 6 червня ВШ віддав наказ частинам першої групи прориватися через Зеленгору, використовуючи наявний плацдарм між Суха і Т'єнтіште: 1-й Пролетарській дивізії — першим шляхом через Т'єнтіште — Мілінкладу — Врбнічке-Колібе, 2-й Пролетарській дивізії — другою стежиною від села Суха через плато Донє- і Горнє-Баре в район джерела Коньске-Воде. Цим часом в частинах партизан уже загострився голод. Щоб прогодувати бійців, Верховний Головнокомандувач наказав закопати важку зброю, обоз скоротити до мінімуму, а коней використовувати для прожитку людей і перевезення поранених. 5 червня ВШ дав вказівку 1-му Боснійському корпусу відправити свої частини назустріч силам ОГД, що проривалися через Сутєску і Зеленгору.

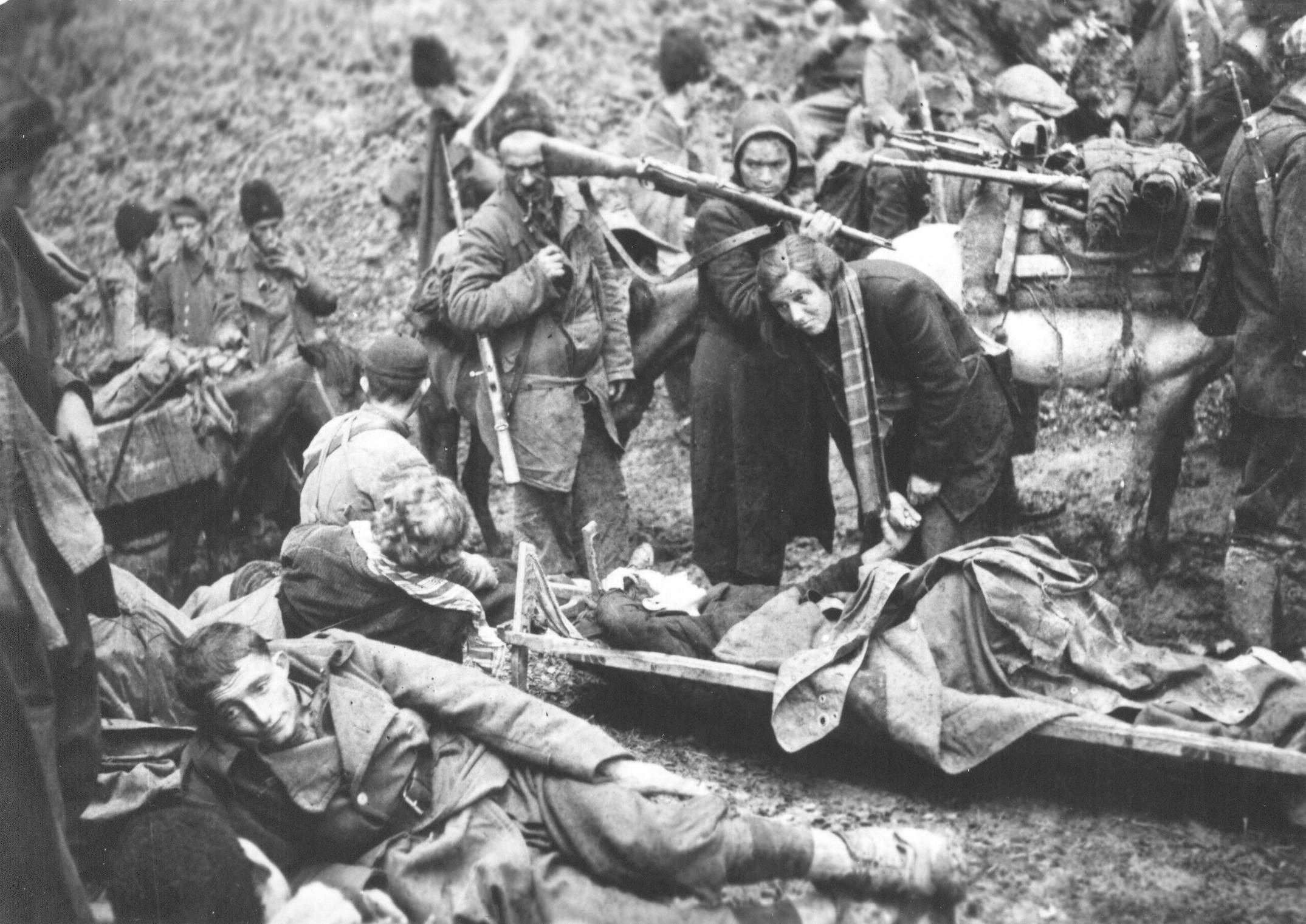
Поранені бійці 2-ї Далматинської бригади на горі Мілінклада близько Сутєски, 9 червня 1943 року

8 червня велика частина 1-й Пролетарської дивізії (1-ша Пролетарська і 3-тя Країнська бригади) пробилася на Зеленгору. 2-й Пролетарській дивізії, а з нею і Верховному штабу, прорватися не вдалося. Ще 5 червня на їхньому напрямку в авангарді 2-ї дивізії висунулася 2-га Далматинська бригада зі завданням оволодіти гребенем гори Товарниця і забезпечити прохід інших бригад дивізії і Верховного штабу. Незабаром після виходу поблизу плоскогір'їв Донє- і Горнє-Баре вона зав'язала важкі бої з чисельнішими силами 118-ї єгерської дивізії, яка заволоділа Товарницею і полониною Горнє-Баре. Єгерів підтримувала артилерія і авіація, і вони прагнули обступити єдину відкриту ділянку на Сутєсці між селами Суха і Т'єнтіште. Ціною втрати близько половини особового складу 2-ї бригада затримала просування німців, але шлях на Зеленгору через Донє- і Горнє-Баре залишився закритим. 8 червня Тіто вирішив продовжити прорив за маршрутом 1-ї дивізії. Цей вузький коридор від Т'єнтіште через Мілінкладу до Зеленгори з великими втратами утримувався батальйонами 2-ї Пролетарської і 6-ї Східно-Боснійської бригад. Шлях знаходився під вогнем німецьких військ, а також піддавався ударам авіації. У цих умовах частини першої групи дивізій поступово перебралися 9 червня через Сутєску і досягли Зеленгори. При цьому вранці під час бомбардування німецькими літаками партизанської колони був поранений і сам Тіто.

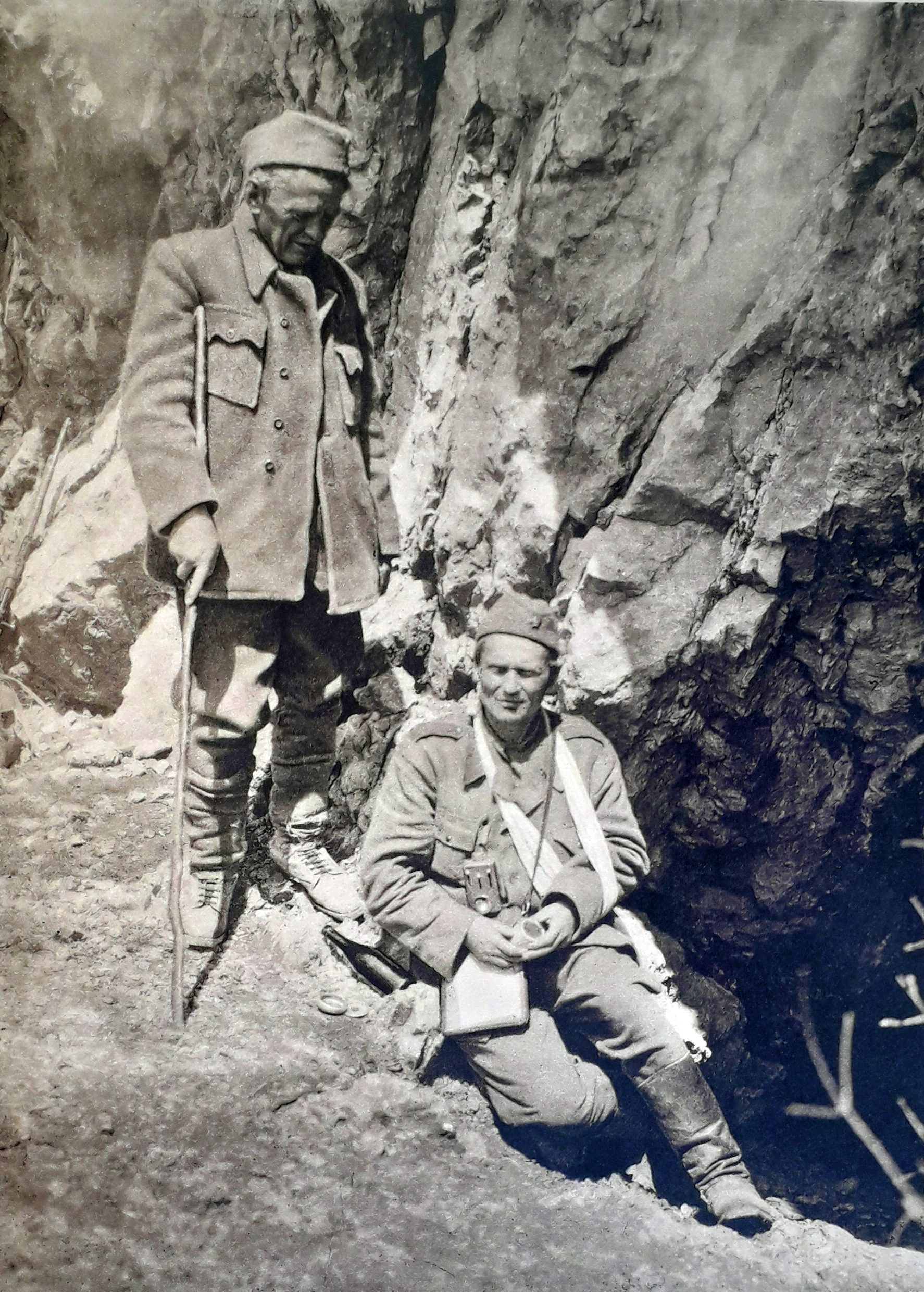
Іван Рібар (зліва) і Йосип Броз Тіто під час битви при Сутєсці, 13 червня 1943 року

Розуміючи, що 118-та єгерська дивізія не зможе зупинити сили НВАЮ на Сутєсці, німецьке командування віддало 7 червня наказ 369-й (хорватській) піхотній дивізії, перекинутій напередодні на дорогу Фоча — Калиновик в район населеного пункту Мілевина, закрити розрив кільця обступання на ділянці між 7-ю гірськострілецькою дивізією СС і 118-ю єгерською дивізією. 9 червня хорватською дивізією було створено на Зеленгорі новий рубіж оточення перед 1-ю і 2-ю пролетарськими дивізіями, котрі тільки-но прорвалися через Сутєску.
Тим часом як 1-ша і 2-га дивізії з Верховним штабом пробивалися через Сутєску, частини 3-ї ударної і 7-ї Банійської дивізій зробили кілька спроб піти разом з пораненими Центрального шпиталю через Тару в Санджак. Не маючи засобів для форсування Тари, протилежний берег якої був зайнятий ворогом, а також обтяжена шпиталем, південна оперативна група не змогла здійснити прорив. Переважні за силою німецькі та італійські війська нападали на неї за усім фронтом між Пивою і Тарою, що робило становище оточених більш аніж критичним. У цій обстановці командування південної групи вирішило пробиватися через Пиву на Вучево і далі по шляху першої групи на Зеленгору. Сьомого червня бійці 7-ї Банійської дивізії і 600 легкопоранених перейшли Пиву у села Чокова-Лука і після невеликого перепочинку продовжили рух до Т'єнтіште. Слідом за ними 8—10 червня на Вучево перебралися 3-тя ударна дивізія і Центральний шпиталь. Таким чином, до вечора 9 червня Оперативна група дивізій Верховного штабу з Центральним шпиталем, що зазнавала чимраз потужніших ударів противника з землі й повітря та розпалася на декілька непов'язаних між собою угруповань, виявилася розосереджена в вузькому коридорі довжиною близько 35 км від каньйону Пиви до Врбнічке-Колібе на Зеленгорі та перебувала у найкритичнішому стані. Безперервні бої, багатоденні нічні переходи, позбавлення сну, виснаження і голод вичерпали фізичні сили бійців.

### Третій етап (10—15 червня)

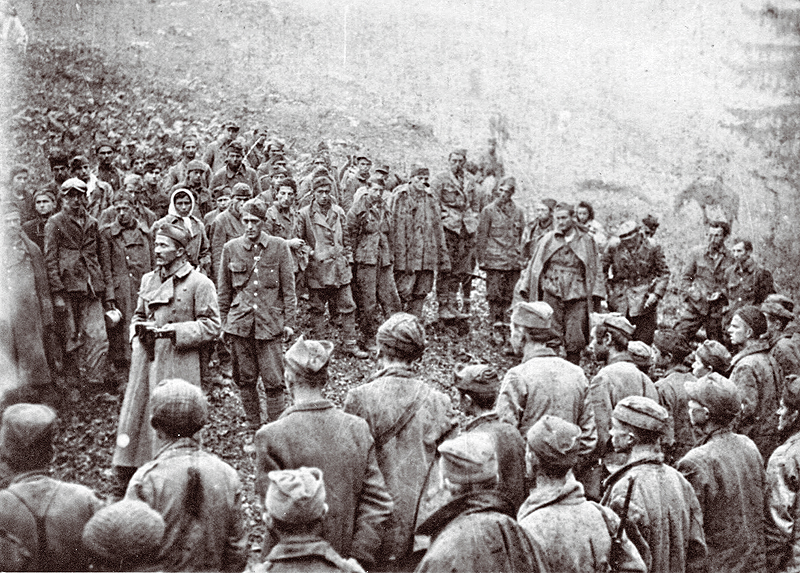
Командир 1-ї Пролетарської бригади Данило Лекич розмовляє з бійцями перед проривом на Сутєсці, червень 1943 року

З огляду на загрозу німецьких флангових ударів з ціллю розсічення партизанського угруповання і його знищення вроздріб, увечері 9 червня штаб 1-ї Пролетарської дивізії ухвалив рішення завдати попереджувального удару по противнику. Вранці 10 червня 1-ша Пролетарська бригада вдарила німецькі позиції в районі гори Баліновац і відкинула 369-ту дивізію на північ. Введена в бій 3-тя Країнська бригада продовжила переслідування противника в напрямку лінії Фоча — Калиновик. Решта сил 1-ї і 2-ї дивізій з Верховним штабом залишалися протягом 10 червня в районі Лучке- і Врбнічке-Колібе в очікуванні підходу 3-ї і 7-ї дивізій зі шпиталем. Обороняючи вузький коридор на Зеленгорі, частини 2-ї дивізії за день відбили кілька запеклих нападів ворога. Найважчі бої вели 4-та Пролетарська Чорногорська ударна бригада в районі гірського перевалу Любін-Гроб і 2-га Пролетарська бригада в районі висот Велика і Мала Кошута. В ніч з 9 на 10 червня на Зеленгору в район Лучке-Колібе пробилася 7-ма дивізія, що вселило надію на те, що 3-й дивізії також вдасться вийти до основних сил. Водночас, відкладати прорив основного угруповання на північ було не можна, оскільки німці за будь-якої миті могли спробувати знову стягнути кільце оточення у гори Баліновац. Тому, бачачи відсутність можливості допомогти 3-й дивізії, Тіто віддав наказ всім частинам 2-ї і 7-ї дивізій виступити на північ у напрямку населених пунктів Ратай і Мілевина і далі на Яхоріну.

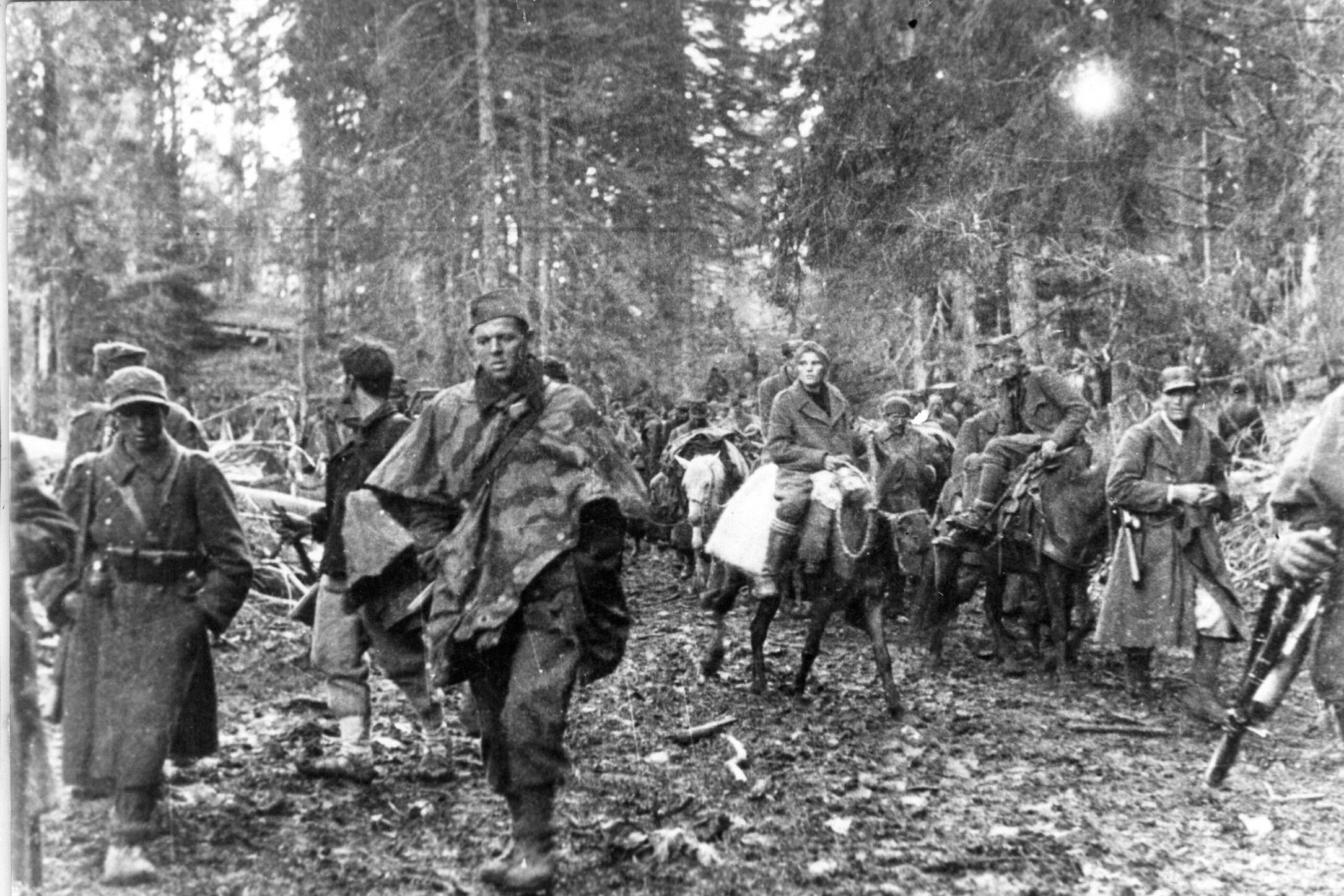
2-га Пролетарська дивізія в поході через Зеленгору під час Битви на Сутєсці, червень 1943 року

За наказом генерала Лютерса від 10 червня жоден чоловік, здатний носити зброю, не повинен був вийти з оточення живим. За підтримки танків і авіації німці знову спробували замкнути кільце блокади на дорозі Фоча — Калиновик. 12 червня 1-ша Пролетарська бригада штурмом прорвала німецький заслін на напрямку Ратай — Мілевина. Через створене «вікно» з оточення вирвалися 1-ша, 2-га і 7-ма дивізії разом з Верховним штабом. Спроби німецького командування створити чергову загороджувальну лінію уздовж залізниці Сараєво — Вишеград, а також організувати загальне переслідування розбитих партизанських дивізій не мали успіху через відсутність необхідних сил. Протягом 15 червня ОГД ВШ досягла південних схилів Яхорина.
Тим часом 3-тя ударна дивізія під артилерійським вогнем і ударами ворожої авіації прорвалася через Вучево до Сутєски. В її авангарді йшла 1-ша Далматинська бригада, яка відповідала за плацдарм в районі Т'єнтіште. Погода 10-11 червня була похмурою, дув сильний вітер і йшов дощ. Після полудня 11 червня бригаді вдалося переправитися через Сутєска і атакою опанувати Т'єнтіште, але утримати плацдарм вона не змогла. Протягом ночі і наступного дня далматинці пробилися на Зеленгору, де мала зібратися уся дивізія. На схід від Сутєски залишалася основна частина 3-ї дивізії і понад 1200 поранених Центрального шпиталю, оточені з усіх боків німецькими дивізіями: 118-ю єгерською, 1-ю гірськострілецькою, 7-ю дивізією СС «Принц Ойген», а також італійською — «Феррара».
На світанку 13 червня частини 3-ї ударної дивізії (5-та Пролетарська Чорногорська і 3-тя Пролетарська Санджакська бригади, 2-й батальйон 1-ї Далматинської і Мостарський батальйон 10-ї Герцеговинської бригад) почали переправу через Сутєску в районі Т'єнтіште. За ними слідували поранені і хворі. Німці розташувались углиб від річки схилами гір Кошур й Озрен. У лісі, за декількох сотнях метрів вище берега, партизани потрапили під убивчий вогонь з близької відстані. Напади 3-ї дивізії йшли один за одним, але прорватися через німецькі позиції партизани не змогли. В ході ранкового штурму загинув командир дивізії Сава Ковачевич. Протягом 13 червня дивізія була розбита. Майже половина її складу загинула, зокрема 11 Народних героїв Югославії. Приблизно тисячі бійців і командирів вдалося пробитися окремими групами різної чисельності на Зеленгору або назад через Сутєску в Санджак або Чорногорію. З ними з оточення вийшла і деяка кількість поранених. Після загибелі 3-ї дивізії Центральний шпиталь лишився без захисту і майже повністю був знищений. Німецькими солдатами було вбито понад тисячу поранених і близько ста вихованців дитячого будинку. За даними німецького джерела, за зачищення місцевості між Сутєскою, Пивою і Дриною було захоплено і розстріляно 1200 партизан. Також було виявлено тіла 200 осіб, серед яких був опізнаний Сава Ковачевич.

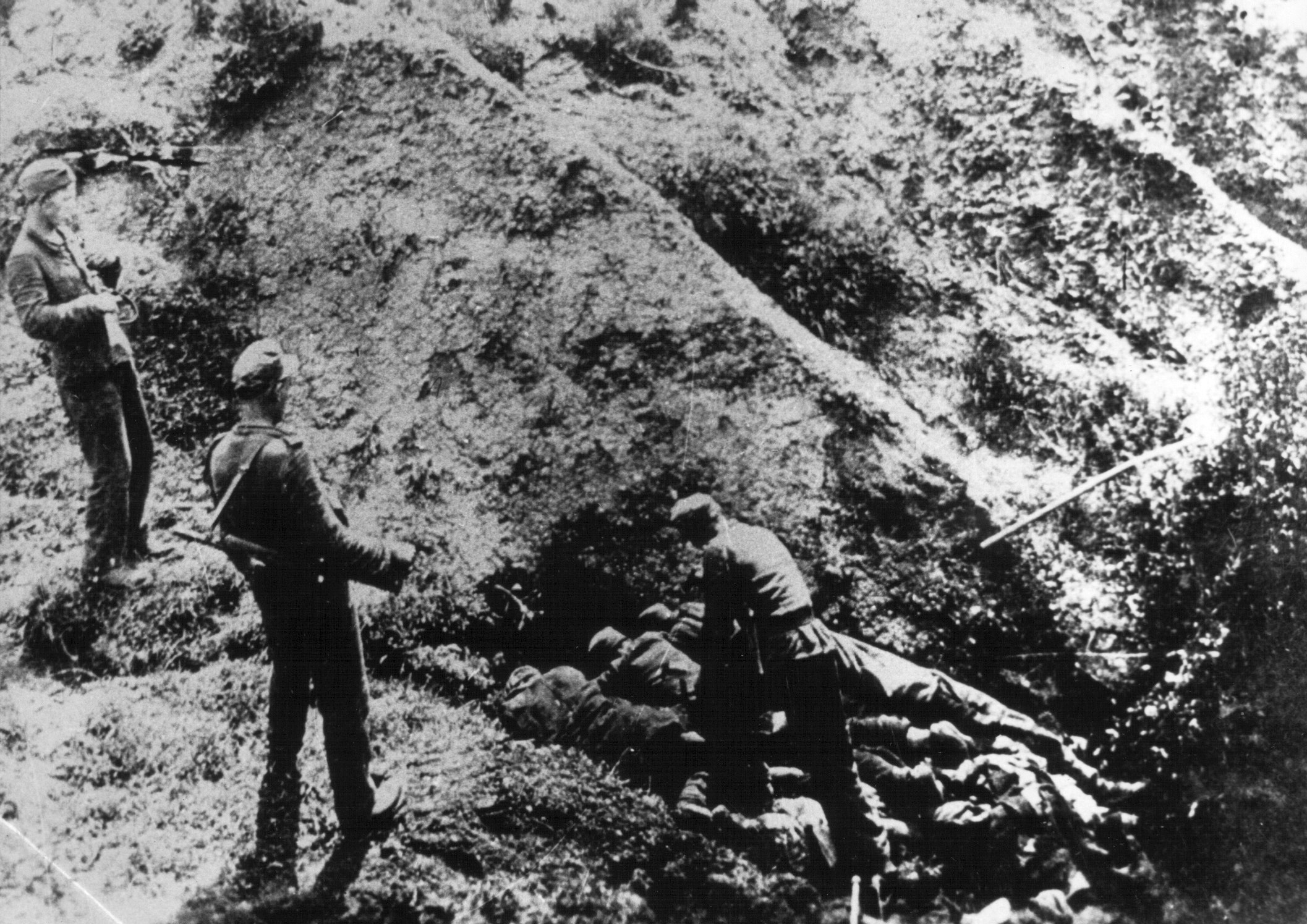
Німецькі солдати вбивають поранених партизан на Сутєсці, 1943 рік

У кільці оточення загинув ряд видних активістів народно-визвольного руху, в їх числі заступник голови виконкому АВНВЮ Нурія Поздерац, публіцист Веселін Маслеша, професор Белградського університету доктор Сима Мілошевич, а також молодий хорватський поет Іван Горан Ковачич, творець поеми «Печера» — йому вдалося вирватися з оточення, але незабаром він потрапив у полон і загинув десь на Дрині.
15 червня 1943 німці завершили операцію «Шварц» і почали відведення військ.

## Підсумки
Оперативна група дивізій ВШ НВАЮ зазнала серйозної поразки, хоча і змогла в останню мить вирватися з оточення. З 22 148 комбатантів ОГД (19 265 чоловіків і 2883 жінок) загинули 7543 людини (6946 чоловіків і 597 жінок, з яких 352 були медсестрами). Тяжкість ураження підкреслює ухвалене 9 червня вимушене рішення про розпуск Центрального шпиталю й укриття в лісах та печерах немічних поранених і хворих. Велика частина з них згодом загинула від рук німецьких чи італійських солдатів. У битві на Сутєсці вперше після подій у Златібору (29 листопада 1941 року) НВАЮ пожертвувала своїми пораненими заради порятунку оперативних підрозділів.
Згідно з повідомленням командувача німецькими військами в Хорватії від 20 червня 1943 року, загальні втрати німецьких військ склали 2768 чоловік, серед яких 583 убитих, 1760 поранених і 425 безвісти зниклих. Втрати хорватських домобранських частин склали 411 чоловік, у тому числі 40 убитими, 166 пораненими і 205 зниклими безвісти. Італійські дивізії втратили 290 чоловік убитими, 541 пораненими і 1502 зниклими безвісти.
У ході боїв з партизанами німці захопили як трофеї 10 гармат, 6 протитанкових гармат, 47 станкових кулеметів, 173 ручних кулеметів, 32 важких і 25 легких мінометів, 3608 гвинтівок і велику кількість боєприпасів.

Генерал Лер писав про битву:
Бої були надзвичайно важкими. Всі командири зійшлися на думці, що їхнім військам довелося вести найзапекліші бої за всю війну.
Оперативний відділ штабу 118-ї єгерської дивізії в донесенні командувачу німецькими військами в Хорватії від 15 червня 1943 року по завершенні операції «Шварц» дав таку оцінку діям партизан:
Противник продемонстрував неймовірну маневреність, гарне командування, високий наступальний дух, буквально фанатичний бойовий настрій і неймовірну стійкість. Незважаючи на недостатнє постачання, великі втрати особового складу через хвороби і епідемії, а також бойові втрати, цей ворог, що складався зі сербів, чорногорців, боснійців і далматинців, залишався до останньої миті надзвичайно небезпечним і, внаслідок знання місцевості і пристосованості до її умов, часто сильнішим противником, що завдав нам відчутних втрат….

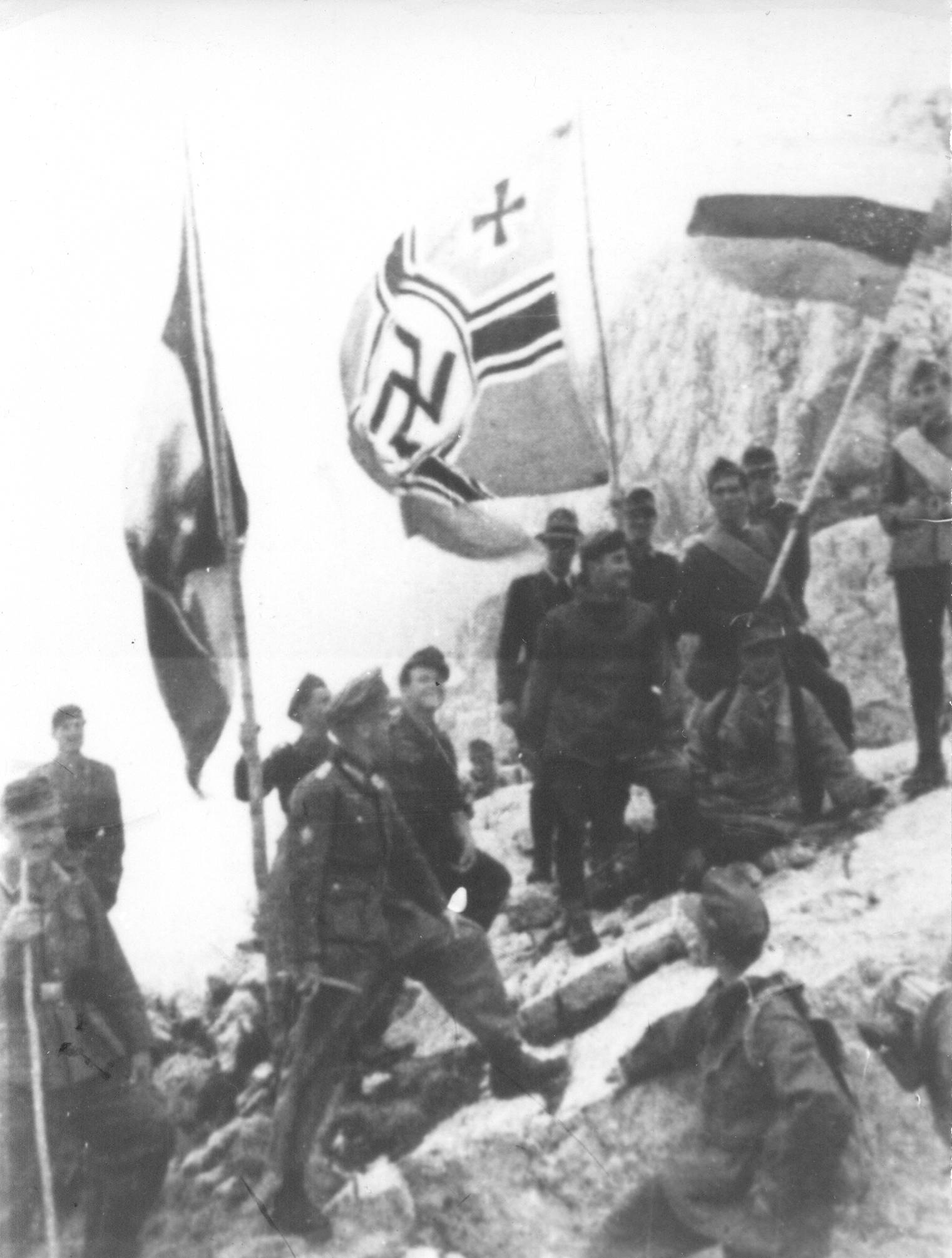
Прапори Німеччини, Італії та Болгарії на Дурміторі, гора Боботов-Кук, червень 1943 року

У ході операції «Шварц» фашистами було вбито близько 1200 чоловік з числа цивільного населення, зокрема жінок і дітей, знищено близько 5500 житлових та інших будівель, викрадено близько 67 000 голів великої рогатої худоби.
Протягом 32 днів операції «Шварц» підрозділи німецьких й італійських ВПС з аеродромів у Мостарі, Бутмірі, Райловацу і Скадарі здійснили близько 2000 бойових і розвідувальних вильотів проти ОГД ВШ НВАЮ, зокрема німецькі — 1300.
З німецької точки зору, в червні 1943 року можна було із задоволенням дивитися на підсумки проведеної операції. Партизанським і націоналістичним силам було завдано значної шкоди. Хоч обидвох головних цілей — знищення партизан і повне роззброєння четників — не було досягнуто, принаймні на перших порах на окупованих землях Югославії було убезпечено важливі промислові осередки і шляхи сполучення. Водночас двічі упущена можливість повного винищення партизанського угруповання на чолі з Тіто і неможливість звалити провину за це на італійських союзників стали предметом ретельного розгляду і організаційних висновків з боку Головнокомандування Південного Сходу.
З югославської точки зору, об'єднані війська німецьких, італійських і болгарських загарбників і югославських колабораціоністів не змогли досягти поставленої цілі — знищення Оперативної групи дивізій на чолі з Верховним штабом. Партизани, незважаючи на великі втрати, вирвалися з кільця оточення і вже в другій половині червня 1943 року розгорнули широкомасштабний наступ у Східній Боснії, знову створивши звільнену територію.

## Подальші події
Пробившись з оточення, ОГД ВШ попрямувала в Східну Боснію. Після короткого відпочинку в ніч з 17 на 18 червня 1-ша Пролетарська дивізія перетнула залізницю Сараєво — Вишеград і перемістилася в район Власениці. 2-га Пролетарська і 7-ма Банійська дивізії разом з Верховним штабом перейшли до Подроманії, Олову і Кладані. Цим часом чисельність наявного складу з'єднань групи не досягала і третини від початкової. На новому місці ОГД поповнилася 1-ю, 2-ю і 3-ю Воєводинськими (Сремськими) бригадами. Незважаючи на недавню поразку, партизани і раніше представляли загрозу для промислових районів Східної Боснії, що обслуговували потреби окупаційної адміністрації. Підтвердженням цьому стало руйнування 29 червня частинами 5-ю Країнською дивізією вугледобувного підприємства близько Какані. На початок липня частини ОГД і Східно-боснійські загони придушили оборону слабких усташсько-домобранських залгог і оволоділи населеними пунктами Сребрениця, Власениця, Хан-Пієсак, Братунац, Дриняча, Олово, Кладань і Зворник. Слідом за цим партизанські утворення попрямували до Озрену і Добою в гірничодобувний район Тузли, в долину річок Спреча і Крива та далі в центральну Боснію. З ціллю знищення ворожих шляхів сполучення Завидовичи — Олово і Маглай — Добой, гірничодобувних рудників і промислових об'єктів, а також вибава органів влади усташів і четників у районі Озрена, на початку липня було утворено Кривайську оперативну групу у складі 4-ї Пролетарської і 1-ї Далматинської бригад і підрозділів 5-ї Чорногорської бригади. Першорядним завданням був призов робітників до лав партизанів. Другого липня було утворено 16-ту воєводинську й 17-ту Східно-Боснійську дивізії. Незважаючи на їхню малу чисельність, Верховний штаб розраховував на приплив нових бійців. Так, в під час створення 16-та дивізія мала близько 1550 бійців, проте до 20 серпня досягла чисельності 2590 чоловік за рахунок добровольців зі Срема. На початку липня 1943 року у Східній Боснії діяли 1-ша і 2-га Пролетарські, 5-та Країнська, 7-ма Банійська, 16-та й 17-та дивізії НВАЮ.
Битва на Сутєсці привела до деморалізації Хорватських збройних сил. Цим скористалося командування ОГД ВШ, яка створила 2 липня групу в складі Павле Якшича, Родолюб Чолакович і Іси Йовановича, уповноважену вести переговори про здачу частинам НВАЮ домобранських залог Східної Боснії, зокрема в містах Тузла і Зворник. Вказівки для партизанської делегації передбачали встановлення «якомога тіснішого контакту з усіма представниками хорватських військових і громадської влади», які схильні до співпраці з партизанами, надання запоруки безпеки і збереження особистого майна домобранським офіцерам і сержантам, а для тих, хто перейде на сторону партизан, — збереження військових звань і можливість подальшого просування по службі.
Підсумки битв на Неретві і Сутєсці вплинули на політику Великої Британії по відношенню до НВАЮ і привели до рішення про військову підтримку партизанів Югославії, прийнятому на Тегеранській конференції керівників трьох провідних держав антигітлерівської коаліції.

## Характеристика складу партизан— учасників битви на Сутєсці
У битві на Сутєсці у складі ОГД ВШ брали участь шістнадцять пролетарських і ударних бригад з різних областей Югославії, серед яких було по три з Далмації і Банії, по дві з Боснійської Країни, Східної Боснії, Сербії та Чорногорії, по одній зі Санджаку і Герцеговини. Загальна чисельність встановлених після війни учасників склала 22 148 осіб (19 265 чоловіків і 2883 жінок). З числа учасників, які пережили битву, до кінця війни загинули 3149 чоловік.
Соціальний склад: 13 695 селян, 5165 робітників, 1572 учня, 367 студентів, 10 випускників шкіл, 97 вчителів, 40 викладачів середніх шкіл, 4 професора, 52 лікаря, 25 інженерів, 89 юристів, 2 архітектора, 4 геодезиста, 2 фармацевта, 2 ветеринара, 6 агрономів, 14 письменників і публіцистів, 8 журналістів, 8 художників, 4 драматичних артистів, 2 музикантів, 48 техніків, 302 службовця, 57 офіцерів, 139 сержантів, 29 курсантів, 1 пілот, 33 жандармів, 10 священиків, 8 богословів, 31 торговців, 6 рестораторів, 302 домогосподарки і 14 дітей у віці до семи років.
Національний склад: 11 851 сербів, 5220 хорватів, 3295 чорногорців, 866 мусульман, 757 югославів, 74 єврея, 21 словенців, 10 італійців, 9 росіян, 6 чехів, 5 угорців, 5 поляків, 4 македонця, 4 німця, 3 албанців, 3 русинів, 3 словаків, 2 англійців, 1 болгарин, 1 ірландець, 1 канадець, 1 українець і 6 осіб невстановленої національності.
Склад за територіальною приналежністю: 8925 осіб із Хорватії (зокрема 5195 з Далмації, 733 з Книнської Країни, 2179 з Банії, 256 з Кордуна і 329 з Лики), 8293 людини з Боснії та Герцеговини, 3337 осіб з Чорногорії, 1 492 людини з Сербії (зокрема 131 з Воєводини і 13 з Косово і Метохії), 21 чоловік з Македонії, 19 осіб зі Словенії, 38 осіб із зарубіжжя, 22 людини — місцевість не встановлена.
Віковий склад: з 21 132 бійців, чий вік було встановлено, 14 245 або 67 % ще не досягли 25 років, а 785 або 4 % — старші за 40 років.
Партійна приналежність: 6610 бійців були членами КПЮ, 4065 були членами Комуністичної спілки молоді Югославії. Загалом — 10 675 осіб або 48 % особового складу ОГД ВШ. З них 755 осіб були членами КПЮ з довоєнного часу.

## Сучасні оцінки
Сербський історик Гай Тріфкович так оцінює підсумки битви на Сутєсці:
15 червня 1943 німці завершили операцію «Шварц» через майже місяць військових дій, що стали за напруженістю найважчими за всю війну. На оперативному рівні НВАЮ зазнала тяжкої поразки, втративши понад 7500 людей. У стратегічному плані операція стала невдачею сил «осі», тому що їм не вдалося ні усунути, ні істотно знизити загрозу з боку партизан в Югославії. Події кінця весни 1943 року лише підтвердили вірність прислів'я про те, що партизани перемагають, виживаючи.
За словами німецького історика Клауса Шмідера, операція «Шварц» з'явилася кульмінацією у війні окупаційних сил країн «осі» проти Народно-визвольної армії Югославії, а вирішальний вплив на хід битви зробило прийняте Тіто 18 травня 1943 року далекоглядне рішення зайняти плацдарм західним берегом річки Пиви. Через це «вушко голки» згодом велика частина оточених партизанських сил переправилася, рухаючись до наступної природної перешкоди — річки Сутєски. І хоча ймовірне місце прориву ОГД ВШ стало відомо командувачу операцією «Шварц» генералу Лютерсу не пізніше кінця травня, перегрупування частини німецьких військ перетворилася у справжню гонитву на час. Унаслідок партизани Тіто першими зайняли стратегічні переправи і гірські стежини, а їхньому противнику не вдалося замкнути кільце оточення на річці Сутєска. Вчасно створений плацдарм на її лівому березі забезпечив переправу 1-ї і 2-ї Пролетарських і 7-ї Банійської дивізій в період 8—10 червня. За оцінкою Шмідера, відчайдушна мужність партизанів, з яким вони пробивали собі шлях з оточення, не в останню чергу було обумовлено німецькою практикою розстрілу полонених.
Згідно з оцінкою історика Карло Ружічич-Кесслера, операція «Шварц» рішуче змінила положення на югославських землях. Четники — антикомуністичні союзники італійської армії — виявилися істотно ослаблені і втратили значну частину своєї боєздатності. Те, що партизани зберегли свій бойовий потенціал, стратегічно стало серйозною поразкою вермахту і його союзників. Запекла боротьба із загарбниками забезпечила НВАЮ приплив нових сил. Зрив німецьких планів знищення партизан був використаний ними у пропагандистських цілях і забезпечив їм підтримку населення в майбутньому. Операція «Шварц» мала деморалізаційний вплив на італійську армію. На думку німецького історика Клауса Шмідера, відповідальність за невдачу операції «Шварц» несе німецьке командування.

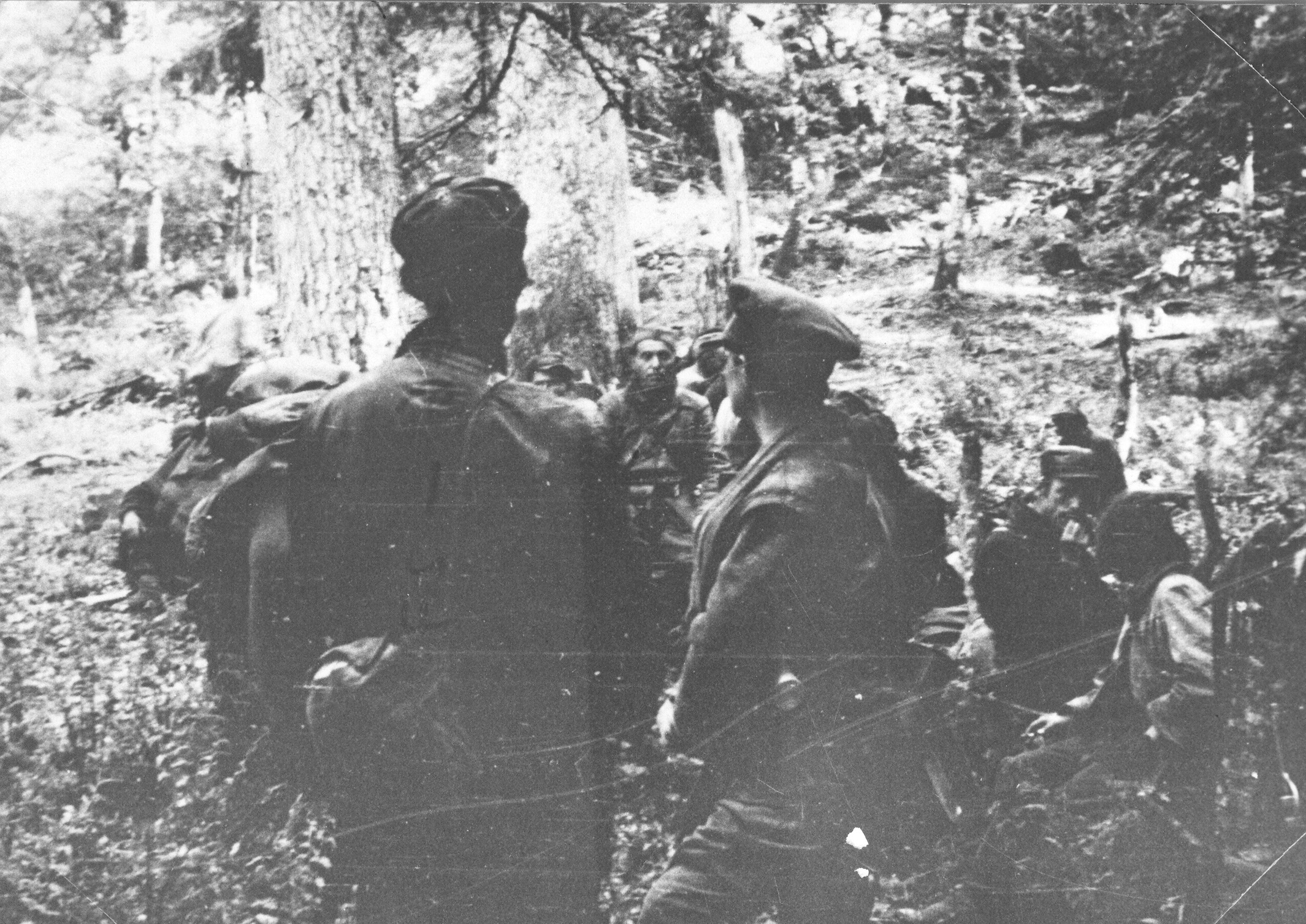
Британська військова місія на Зеленгорі під час Битви на Сутєсці

Битва на Сутєсці стала наймасштабнішим і кровопролитнішим партизанським боєм Другої світової війни в Європі. Для порівняння, в антипартизанській операції нацистів під кодовою назвою «Котбус» (травень — червень 1943 року), найбільшої з проведених на землях Білорусі, брали участь 17 тисяч німецьких військовослужбовців і членів колабораціоністських утворень. Битва на Сутєсці принесла незмірні політичні переваги югославському партизанському керівництву. У ході боїв до Верховного штабу НВАЮ вперше прибула британська військова місія, члени якої стали очевидцями бойових дій. Керівник місії, розвідник капітан Вільям Стюарт був смертельно поранений. Майбутній британський історик капітан Вільям Дікін, який також отримав поранення, повідомив у Лондон про масштаби битв і залучених до них військ країн «осі», що в кінцевому підсумку призвело до міжнародного визнання народно-визвольного руху. Події на Сутєска стали відправною точкою для стрімкого зростання ролі і авторитету Верховного головнокомандувача Й. Броза Тіто, чиє легке поранення під час битви зробило його народним героєм, а на міжнародному рівні — одним з великих воєначальників Другої світової війни. Тіто був єдиним головнокомандувачем союзників, які отримав поранення на передовій. Зрештою, бойовий досвід, командування битвами, поранення і перемоги є тими рисами, які в усі часи забезпечували полководців високим статусом і повагою сучасників.
Поряд з цим, військовий історик Давор Маріян з Хорватського інституту історії вважає, що похід Оперативної групи дивізій до Санджаку і Чорногорії був передчасним і від початку виступав помилкою Тіто. Існує точка зору, що німці навмисно дозволили партизанам зосередитися на важкодоступній місцевості, що стала для них пасткою. Той факт, що партизани з неї усе ж таки вирвалися, став дивом. Ще однією серйозною помилкою стало зволікання з виходом з підготовленою німцями пастки, викликане очікуванням британської військової місії, прибуття якої затягнулося на кілька днів через несприятливі метеорологічні умови. Це зволікання було буквально оплачено тисячами партизанських життів. На деяких ділянках частини ОГД ВШ НВАЮ були змушені вести фронтальні бої, що невластиве для партизанської війни. У таких боях у них були найнижча нагода вижити, що і показали підсумки бою. Втрати в битві на Сутєсці були величезними, особливо у 2-й Далматинській бригаді у боях в околицях Горнє- і Донє-Баре, де загинула половина її бійців, а також у 4-й Пролетарській Чорногорській бригаді на перевалі Любін-Гроб.
Інший хорватський історик Хрвоє Класич (хорв. Hrvoje Klasić) зазначає: «Битва на Сутєска, в якій велелюдно брали участь партизани-хорвати, переважно з Далмації, є одним з найяскравіших моментів в історії Хорватії. Цих людей ніхто не мобілізовував, не примушував приєднатися до боротьби. Ці люди вирішили боротися зі злом у важких умовах. Але сьогодні, замість того, щоб пишатися такою поведінкою частини хорватських громадян, тому що в світі майже не було такого потужного руху Опору, ми намагаємося відмовитися від яскравої частини історії».

## Пам'ять про битву
- На згадку Битви на Сутєска 1974 року було відкрито меморіальний комплекс «Долина героїв» у села Т'єнтіште. Головним скульптором і архітектором проекту комплексу став Міодраг Живкович. Внутрішні стіни меморіального комплексу прикрашені фресками Крсто Хедегушича[46]. З часу свого відкриття пам'ятник був місцем проведення щорічних пам'ятних урочистостей, приурочених до роковин битви. Щоп'яту і десяту річницю подій Другої світової війни тут збиралися понад 100 тисяч осіб. Наприкінці 1980-х років, однак, цей звичай перервався. Проведення пам'ятних заходів на пам'ятнику в Т'єнтіште відновилося 2000 року[47]. З 2011 року комплекс знаходиться під охороною ЮНЕСКО[48].
- Подіям битви присвячені югославські художні фільми «Сутьєска» і «Вершини Зеленої гори». Перший було створено 1973 року. Головну роль Йосипа Броза Тіто в ньому виконав Річард Бертон. Другий фільм, що вийшов на екрани 1976 року, оповідає про героїчну оборону перевалу Любін-Гроб бійцями 4-ї Пролетарської Чорногорської ударної бригади. Одну з головних ролей зіграв Сергій Бондарчук[49].
- В югославському фольклорі є багато пісень про битву. Одна з найвідоміших народних пісень — «Чого це шумить Сутєска» (сербохорв. Što to huči Sutjeska / Што то хучи Сутjеска) — присвячена Саві Ковачевич. Початковий текст пісні написав його соратник Пуніша Перович. Мелодія була запозичена з «Пісні про Щорса». Уривок з тексту народної пісні про знаменитого полководця вигравірувано на мармуровій плиті одного з пам'ятників меморіального комплексу «Долина героїв»[50][51].
- 1983 року до 40-річної річниці Битви на Сутєсці у СФРЮ була випущена пам'ятна монета з мідно-нікелевого сплаву номіналом 10 динарів[52].